# Quemedice
Quemedice là một chi nhện trong họ Sparassidae.